# الجبهة الثورية السودانية
الجبهة الثورية السودانية هي تحالف بين مجموعة فصائل مسلحة سودانية، تشكلت لمعارضة حكومة الرئيس السوداني - في حينه - عمر البشير. أُعلِن عن تشكيل الجبهة في 12 نوفمبر 2011، بعد عدة أشهر من دعم الجماعات الدارفورية المتمردة للحركة الشعبية لتحرير السودان - الشمال ضمن نزاعها مع الحكومة السودانية في جنوب كردفان والنيل الأزرق. في 31 أغسطس 2020، وقعت الجبهة في جنوب السودان، اتفاقًا مبدئيًا للسلام مع الحكومة السودانية، يهدف إلى وقف الحرب والدخول ضمن العملية السياسية بعد عقود من الحرب.